# Thörl (gmina)
Thörl – gmina targowa w Austrii, w kraju związkowym Styria, w powiecie Bruck-Mürzzuschlag. Według Austriackiego Urzędu Statystycznego liczyła 2340 mieszkańców (1 stycznia 2015).